# Kammern (Landau an der Isar)

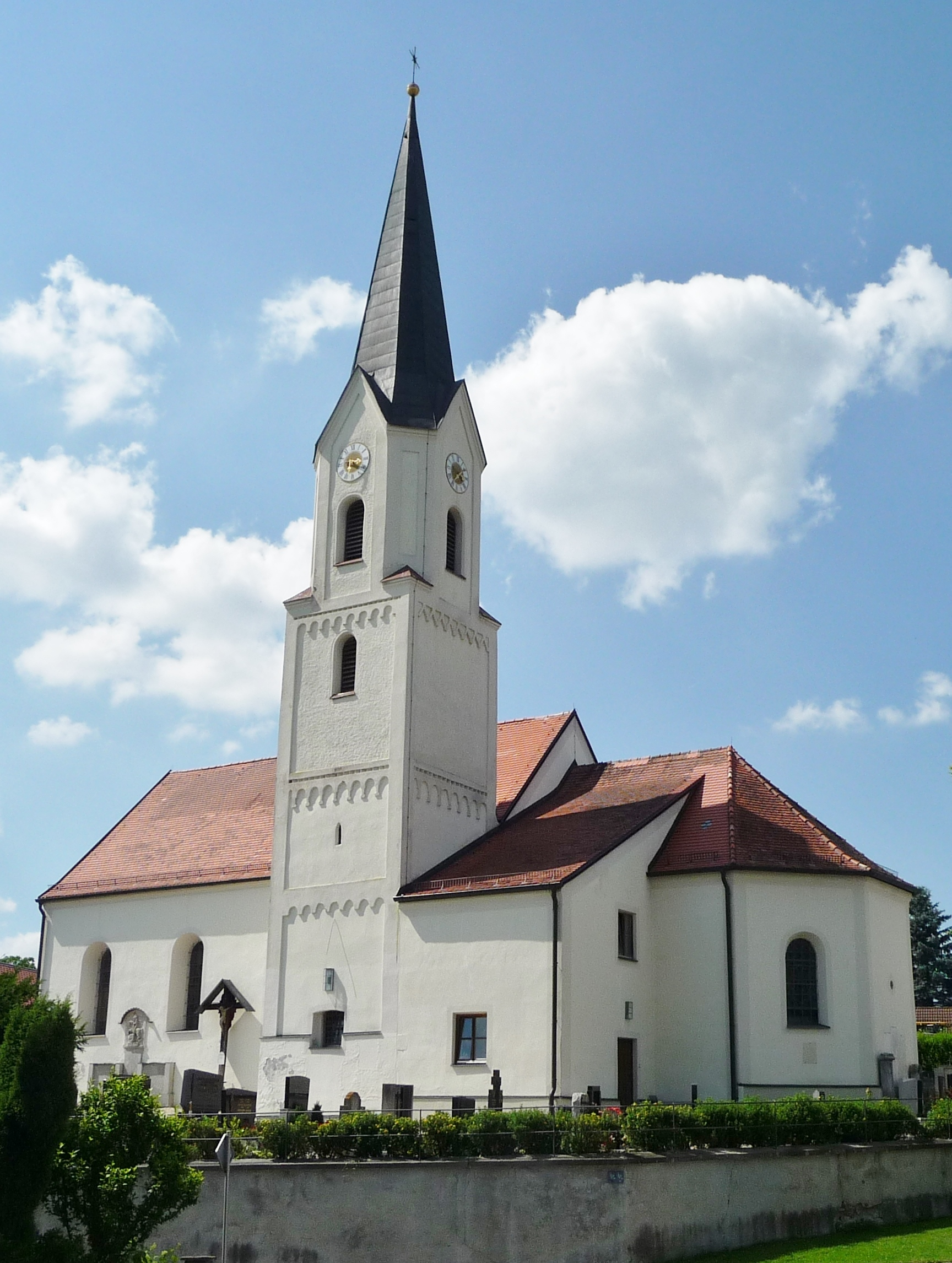
Die Pfarrkirche St. Stephan

Kammern ist ein Gemeindeteil der Stadt Landau an der Isar sowie eine Gemarkung mit Teilen in derselbigen Stadt und im östlich angrenzenden Markt Eichendorf. Bis 1972 bildete Kammern eine selbstständige Gemeinde, die sich etwa auf das Gebiet der heutigen Gemarkung erstreckte.

## Lage
Kammern liegt etwa vier Kilometer östlich von Landau im Isar-Inn-Hügelland.

## Geschichte
Bereits im Jahr 1247 wird ein Pfarrer namens Uogilo von Kammern als Zeuge beim Kloster Aldersbach erwähnt, was das hohe Alter der Pfarrei Kammern beweist. Im 13. Jahrhundert gab der Bischof von Passau der Familie Waller Lehen in Chambarn. Kammern bildete einen Vierteil im Vilstal in des Wentzl Amt des Landgerichtes Landau.
Die Gemeinde Kammern ging 1818 aus den Steuerdistrikten Lappersdorf und Wisselsdorf hervor und gehörte zum Landgericht und Bezirksamt Landau, später zum Landkreis Landau an der Isar. 1945/1946 wurde sie um einen Teil der aufgelösten Gemeinde Poldering vergrößert. Am 1. Juli 1972 wurde die Gemeinde im Zuge der Gebietsreform aufgelöst. Der etwas kleinere westliche Teil mit dem ehemaligen gleichnamigen Gemeindehauptort Kammern und den Ortsteilen Dietlsberg,
Hilgersdorf, Holzhäuser, Schlüpfing und Steinhaus wurde in die Stadt Landau an der Isar eingemeindet, und der östliche Teil mit den Ortsteilen Frauenholz, Ganackersberg, Haid, Heimhart, Wimpersing und Wisselsdorf in den Markt Eichendorf.

## Sehenswürdigkeiten
- Die neugotische Pfarrkirche St. Stephan wurde  als Nachfolgerin eines Bauwerks aus dem Jahr 1588 im Jahr 1888 neu errichtet. Der Turm stammt aus dem 13. Jahrhundert und enthält romanische Bauteile, die Ausstattung ist renaissance, barock und rokoko.

## Vereine
- Brandschadenhilfsverein Kammern
- Freiwillige Feuerwehr Kammern
- Katholische Landjugend Kammern
- Krieger- und Veteranenverein Kammern
- Landfrauen Kammern
- Mütterverein Kammern
- Obst- und Gartenbauverein Kammern
- Ranger’s MC Kammern e. V.
- Stockschützenclub Kammern e. V.